# Oro (wrestler)
Jesús Javier Hernández Silva, noto soprattutto con il ring name Oro (Guadalajara, 24 dicembre 1971 – Città del Messico, 26 ottobre 1993), è stato un wrestler messicano.

## Morte
Il 26 ottobre 1993, Oro doveva lottare insieme a La Fiera e Brazo de Plata contro il team formato da Kahoz, Dr. Wagner Jr. e Jaque Mate all'Arena Coliseo di Città del Messico. Prima del match, mentre discuteva con i compagni, Oro disse che voleva gli venisse inflitta la mossa "Kobashi bump" durante l'incontro, un riferimento ad un colpo preso dal wrestler Kenta Kobashi in un match disputato nella All Japan Pro Wrestling. Questa particolare mossa aveva avuto un effetto spettacolare e drammatico per il pubblico, in quanto diede l'impressione che Kobashi si fosse rotto il collo, ed Oro voleva replicare l'effetto shock sul ring per far appassionare maggiormente gli spettatori nell'arena. Durante l'incontro, Kahoz colpì Oro con un braccio teso, che cadendo atterrò sulla testa come pianificato. L'avversario cercò di rialzarlo, ma poco dopo Oro collassò al tappeto ed il suo respiro si fece affannoso. Subito portato via in barella, Oro morì prima di essere caricato in ambulanza. Al momento del decesso, gli mancavano due mesi per compiere ventidue anni. La sua famiglia richiese che non venisse effettuata nessuna autopsia sul cadavere; tuttavia, si ritiene che il giovane sia morto a causa di un aneurisma cerebrale. Il corpo del wrestler messicano fu in seguito cremato.

## Nel wrestling
Mosse finali
- Quebrada suicida
- Diving crossbody
- La Quebrada (Springboard moonsault)
- Plancha
- Tope suicida

## Titoli e riconoscimenti
- Consejo Mundial de Lucha Libre
  - Mexican National Tag Team Championship (1) – con Plata[3]
  - NWA World Middleweight Championship (1)[4]
- Comisión de Box y Lucha Libre Mexico Distrito Federal
  - Distrito Federal Trios Championship (1) – con Plata & Platino[5]
- Pro Wrestling Illustrated
  - 249º classificato nella lista dei migliori 500 wrestler singoli durante i PWI Years del 2003.